# DJ Jazzy Jeff & the Fresh Prince

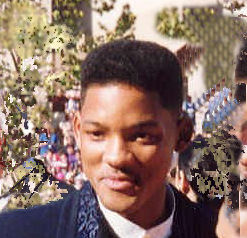
Will Smith, 1993

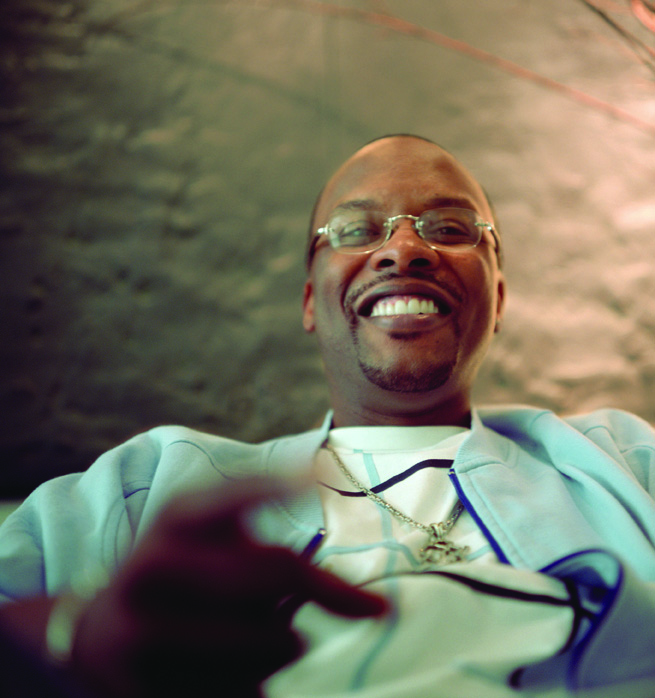
DJ Jazzy Jeff, 2003

DJ Jazzy Jeff & the Fresh Prince war ein Hip-Hop-Duo aus Philadelphia, das aus dem Schauspieler und Rapper Will Smith und dem DJ und Musikproduzenten Jeff Townes bestand.

## Geschichte
Smith lernte Townes im Alter von 16 Jahren auf einer Party kennen. Zusammen nahmen sie später Songs auf, die Smith verschiedenen Plattenfirmen vorstellte. 1987 erschien ihre erste Single Girls Ain’t Nothing but Trouble beim Label Word Up Records. Aufgrund kleiner Erfolge wurde das Label Jive Records auf die beiden aufmerksam. Word Up Records lizenzierte daraufhin die Rechte an Jive.
1986 begleitete Smith, der den Part des „Fresh Prince“ in der gemeinsamen Formation übernommen hatte, Jazzy Jeff zum DJ-Battle des New Music Seminars (NMS). DJ Jazzy Jeff konnte bereits in der ersten Runde den damaligen Weltmeister DJ Cheese besiegen und gewann am Ende den Wettbewerb.
1987 veröffentlichte das Duo sein Debütalbum Rock the House. Ein Jahr später erschien das zweite Album He’s the DJ, I’m the Rapper, das als erster Hip-Hop-Longplayer, der als Doppel-Vinyl erschienen ist, in die Musikgeschichte einging. The Fresh Prince, der sich durch seine humorvollen Texte auszeichnete, wurde bereits in jungen Jahren zum Millionär. 1988 erhielt das Duo für den Track Parents Just Don’t Understand den ersten Grammy in der Kategorie Rap. Das Video wurde außerdem bei den MTV Video Music Awards 1989 als „Best Rap Video“ ausgezeichnet.
1990 bot der Produzent Benny Medina Will Smith die Hauptrolle in einer Sitcom an. Smith nahm die Rolle an und spielte einen Jungen aus Philadelphia, der zu seinen Verwandten in die reiche Gegend Bel Air zieht. Die Serie lief auf dem US-amerikanischen Kanal NBC und wurde später in Deutschland unter dem Titel Der Prinz von Bel-Air bekannt. Während die Rolle des Prinzen von Bel Air den Grundstein für Will Smiths Hollywoodkarriere legte, tauchte Jazzy Jeff in der aus 144 Folgen bestehenden Serie regelmäßig als Gast auf. Außerdem gründete Townes im selben Jahr die Produktionsfirma „A Touch of Jazz“.
1993 erschien Code Red, das fünfte Album des Duos. In den darauf folgenden Jahren ging es DJ Jazzy Jeff finanziell zusehends schlechter, während Smith die Hauptrollen in den Filmen Bad Boys (1995), Independence Day (1996), Men in Black (1997) und Staatsfeind Nr. 1 (1998) übernahm. 2001 erhielt Will Smith 20 Millionen Dollar und eine Oscar-Nominierung für die Hauptrolle in Ali.
2000 arbeitete Jazzy Jeff mit ATOJ als Executive Producer am Debütalbum Who Is Jill Scott? der Sängerin Jill Scott. In der darauf folgenden Zeit konzentrierte sich Townes verstärkt auf die Arbeit als DJ und veröffentlichte das Produzentenalbum The Magnificent. Im Januar 2005 feierte der Produzent seinen 40. Geburtstag mit diversen DJ-Kollegen wie Biz Markie. The Fresh Prince veröffentlichte unter seinem bürgerlichen Namen Anfang des 21. Jahrhunderts die Soloalben Born to Reign (2002) und Lost and Found (2005).
Im Jahr 2007 wurde bekannt, dass sich Will Smith erneut seiner Musikkarriere widmen und wieder zusammen mit Jazzy Jeff auftreten will. Im November 2018 wurde aus dem Freundeskreis von Fresh Prince ein Video aus dem Jahr 1988 verbreitet. Darauf zu sehen ist ein unveröffentlichtes Video zu Nightmare On My Street. Das Video war seinerzeit vom Label vernichtet worden, weil Urheberrechtsklagen befürchtet wurden.

## Diskografie
Studioalben

| Jahr | Titel Musiklabel                               | Höchstplatzierung, Gesamtwochen, AuszeichnungChartplatzierungen (Jahr, Titel, Musiklabel, Platzierungen, Wochen, Auszeichnungen, Anmerkungen) | Höchstplatzierung, Gesamtwochen, AuszeichnungChartplatzierungen (Jahr, Titel, Musiklabel, Platzierungen, Wochen, Auszeichnungen, Anmerkungen) | Höchstplatzierung, Gesamtwochen, AuszeichnungChartplatzierungen (Jahr, Titel, Musiklabel, Platzierungen, Wochen, Auszeichnungen, Anmerkungen) | Höchstplatzierung, Gesamtwochen, AuszeichnungChartplatzierungen (Jahr, Titel, Musiklabel, Platzierungen, Wochen, Auszeichnungen, Anmerkungen) | Höchstplatzierung, Gesamtwochen, AuszeichnungChartplatzierungen (Jahr, Titel, Musiklabel, Platzierungen, Wochen, Auszeichnungen, Anmerkungen) | Höchstplatzierung, Gesamtwochen, AuszeichnungChartplatzierungen (Jahr, Titel, Musiklabel, Platzierungen, Wochen, Auszeichnungen, Anmerkungen) | Anmerkungen                                                |
| Jahr | Titel Musiklabel                               | DE | AT | CH | UK | US | R&B | Anmerkungen                                                |
| ---- | ---------------------------------------------- | --- | --- | --- | --- | --- | --- | ---------------------------------------------------------- |
| 1987 | Rock the House Jive Records (RCA)              | — | — | — | UK97 (1 Wo.)UK | US83 Gold · (18 Wo.)US | R&B24 (33 Wo.)R&B | Erstveröffentlichung: 18. März 1987 Verkäufe: + 500.000    |
| 1988 | He’s the DJ, I’m the Rapper Jive Records (RCA) | — | — | — | UK68 (2 Wo.)UK | US4 ×3Dreifachplatin · (55 Wo.)US | R&B5 (47 Wo.)R&B | Erstveröffentlichung: 29. März 1988 Verkäufe: + 3.000.000  |
| 1989 | And in This Corner … Jive Records (RCA)        | — | — | — | — | US39 Gold · (20 Wo.)US | R&B19 (20 Wo.)R&B | Erstveröffentlichung: 17. Oktober 1989 Verkäufe: + 500.000 |
| 1991 | Homebase Jive Records (BMG)                    | — | — | — | UK69 (1 Wo.)UK | US12 Platin · (42 Wo.)US | R&B5 (31 Wo.)R&B | Erstveröffentlichung: 9. Juli 1991 Verkäufe: + 1.000.000   |
| 1993 | Code Red Jive Records (BMG)                    | DE61 (9 Wo.)DE | — | CH35 (5 Wo.)CH | UK50 (6 Wo.)UK | US64 Gold · (15 Wo.)US | R&B39 (12 Wo.)R&B | Erstveröffentlichung: 12. Oktober 1993 Verkäufe: + 550.000 |